# Pristimantis martiae
Pristimantis martiae es una especie de anfibio anuro de la familia Craugastoridae.

## Distribución
Esta especie habita entre los 100 y 1300 m de altitud en la cuenca superior de la Amazonía:
- en el este de Ecuador;
- en el este de Perú;
- en el oeste de Brasil;
- en el sureste de Colombia.[4]

Su presencia es incierta en Bolivia.

## Descripción
Los machos miden de 13.2 a 16.8 mm y las hembras de 18.3 a 23.0 mm. Su espalda es marrón con manchas marrones oscuras; su vientre es claro y de color gris o marrón.

## Etimología
Esta especie lleva el nombre en honor a Martha L. Crump.

## Publicación original
- Lynch, 1974 : New species of frogs (Leptodactylidae: Eleutherodactylus) from the Amazonian lowlands of Ecuador. Occasional papers of the Museum of Natural History, University of Kansas, n.º 31, p. 1-22[5]